# Армини, Николо
Николо Армини (итал. Nicolò Armini; родился 7 марта 2001 года, Марино, Италия) — итальянский футболист, полузащитник клуба «Кротоне».

## Клубная карьера
Армини — воспитанник клуба «Лацио». 29 ноября 2018 года в поединке Лиги Европы против кипрского «Аполлона» он дебютировал за основной состав, заменив во втором тайме Фелипе Кайседо.
30 августа 2024 года Армини присоединился к клубу «Кротоне».

## Международная карьера
В 2018 году в юношеской сборной Италии Армини завоевал серебряные медали юношеского чемпионата Европы в Англии. На турнире он сыграл в матчах против команд Англии, Швейцарии и Израиля.

## Достижения
Италия (до 17)
- Финалист Юношеского чемпионата Европы: 2018